# Sigma Piscium
Sigma Piscium (69 Piscium) é uma estrela na direção da constelação de Pisces. Possui uma ascensão reta de 01h 02m 49.09s e uma declinação de +31° 48′ 15.6″. Sua magnitude aparente é igual a 5.50. Considerando sua distância de 414 anos-luz em relação à Terra, sua magnitude absoluta é igual a −0.02. Pertence à classe espectral B9.5V.